# Stadsfjärden, Nyköping

Stadsfjärden är den innersta viken vid staden där Nyköpingsån och Kilaån rinner ut i Östersjön.

## Källa
- VISS Vatteninformationssystem